# Helvetios (estrella)
Helvetios (anteriormente denominada 51 Pegasi) es una estrella de tipo solar situada en la constelación de Pegaso, a 50,1 años luz del sistema solar. Esta estrella posee el primer planeta extrasolar descubierto, Dimidio (antes de 2015 conocido como 51 Pegasi b).
El anuncio del descubrimiento del exoplaneta se hizo el 6 de octubre de 1995 por Michel Mayor y Didier Queloz en Nature. El método utilizado para el descubrimiento fue el método de las velocidades radiales. Emplearon el espectrógrafo ELODIE en el Observatorio de Haute-Provence.

## Propiedades

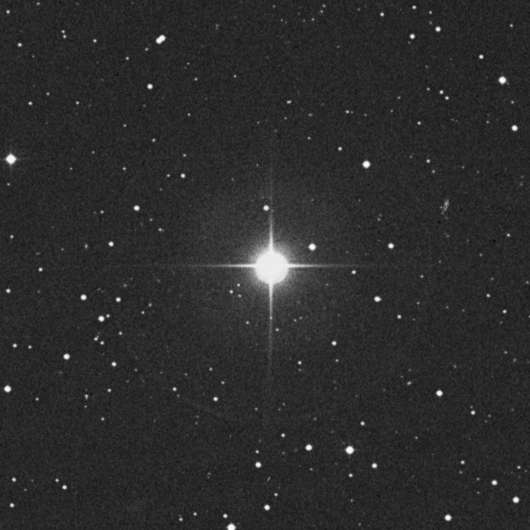
Helvetios

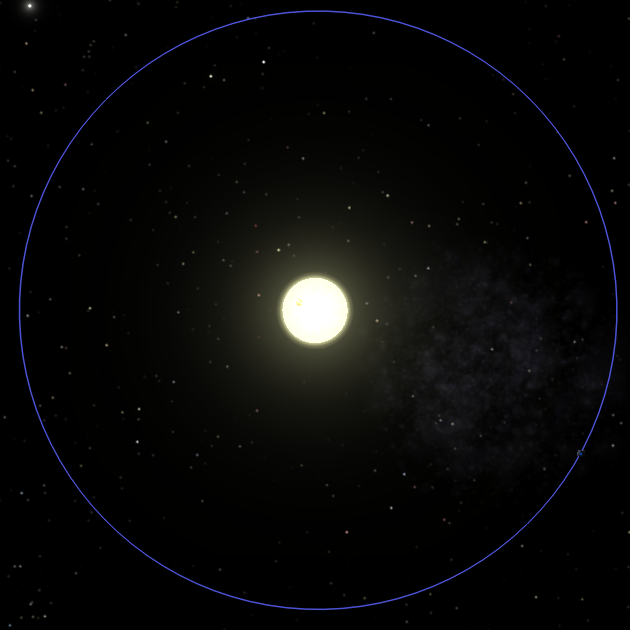
Orbita de Dimido en celestia.

La estrella Helvetios tiene una magnitud aparente de 5,49 por lo que desde la Tierra es fácilmente visible con binoculares y a simple vista solo en condiciones óptimas. Su número en el catálogo Hipparcos es el 113357, y en el Catálogo Henry Draper es el 217014. Se trata de una estrella de tipo espectral que aparece como bien de G2.5IVa o G4-5VA, parecida al Sol, con una edad algo mayor estimada en 7500 millones de años y un 4-6 % más masiva. También su metalicidad es mayor que la del Sol.
En 1996 los astrónomos Baliunas, Sokoloff, y Soon dieron noticia de las mediciones sobre una muestra de estrellas de las líneas espectrales del Calcio II H y K de las que dedujeron un periodo de rotación de 37 días para la estrella 51 Pegasi.

## Sistema planetario

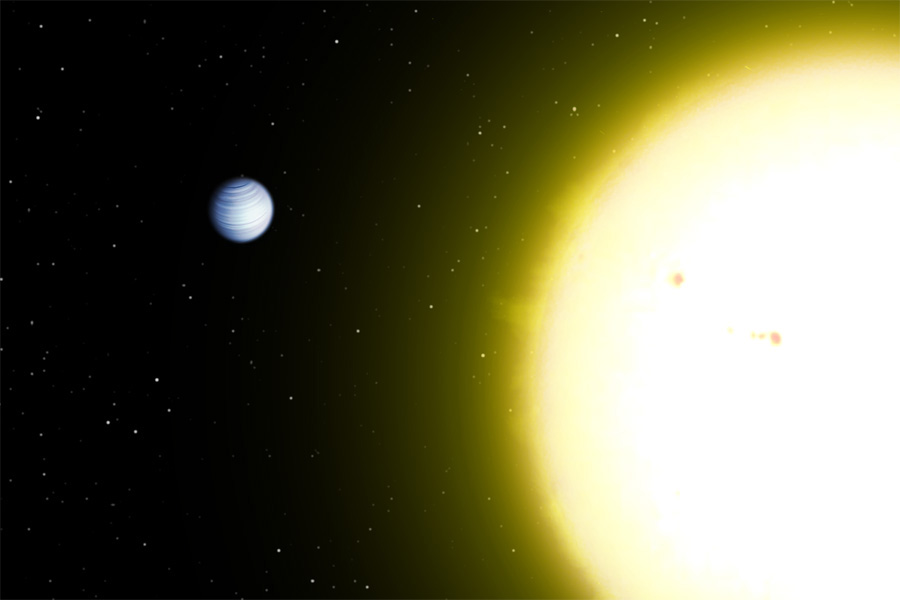
Recreación artística de Helvetios y Dimidio realizada por la NASA.

Dimidio, antes 51 Pegasi b, fue denominado informalmente como Belerofonte. Tras su descubrimiento se confirmó su existencia a través de múltiples observaciones que han permitido conocer muchas de sus características. El método de detección fue el de las velocidades radiales que permite medir el producto de la masa del planeta por el seno del ángulo de inclinación orbital: m·sin (i) = 0,468 +/- 0,007 (medida en masas jovianas). Este método nos permite dar una cota inferior o masa mínima que debería tener el planeta. Las variaciones de velocidad radial tienen un amplitud de 59 m/s y muestran un periodo orbital de 4.239 ± 0,001 días. Se ha especulado mucho sobre la posible existencia de un compañero planetario de menor masa en órbitas más alejadas al punto de que 51 Pegasi está clasificado como uno de los sistemas candidatos a albergar un planeta terrestre en la llamada franja de habitabilidad, que en este sistema, con una estrella tan parecida al Sol, se encuentra también entre 1 y 2 UA.
| Acompañante (En orden desde la estrella) | Masa (MJ)      | Período orbital (días) | Semieje mayor (UA) | Excentricidad |
| ---------------------------------------- | -------------- | ---------------------- | ------------------ | ------------- |
| Dimidio                                  | >0.468 ± 0.007 | 4.23077 ± 0.00005      | 0.052              | 0             |